# Луцій Фунданій Ламія Еліан
Луцій Фунданій Ламія Еліан (лат. Lucius Fundanius Lamia Aelianus; ? — після 116) — державний діяч часів Римської імперії, консул 116 року.

## Життєпис
Походив з роду вершників Фунданіїв. Син Луція Фунданія та Плавції (доньки Луція Елія Ламії Плавція Еліана, консула 80 року). На честь діда додав когномени Ламія Еліан. Його кар'єрі сприяв шлюб з небогою імператора Траяна — між 107 та 110 роками.
У 116 році став консулом разом з Секстом Кармінієм Ветом. У 131—132 роках був проконсулом, проте провінція невідома. Подальша доля невідома.

## Родина
Дружина — Рупілія Аннія, донька Луція Рупілія Лібона Фругі, консула-суфекта 88 року
Діти:
- Луцій Плавцій Елій Ламія Сільван, консул 145 року